# Cavite State University

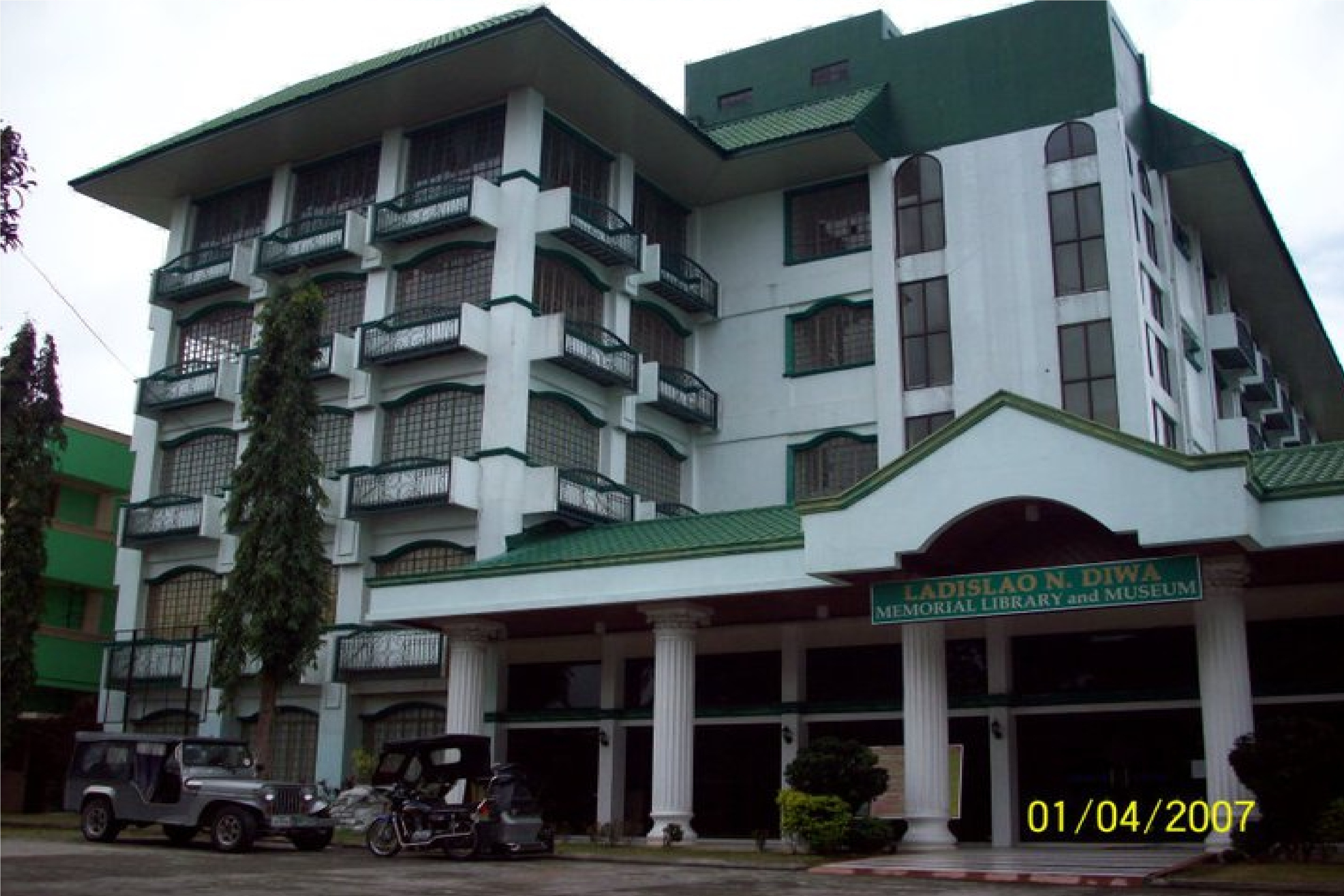
Hauptbibliothek der Staatlichen Universität Cavite, Campus Indang

Die Cavite State University (Tagalog: Pamantasang Estado ng Kavite) befindet sich in der Provinz Cavite auf den Philippinen.
Die Universität bietet fast 100 verschiedene Studiengänge an und hat mehr als 25.000 Studenten und 1.200 Fakultäten und Mitarbeiter.

## Belege
1. ↑  Cavite State University. Abgerufen am 22. November 2020 (amerikanisches Englisch).